# Kabinett Harding

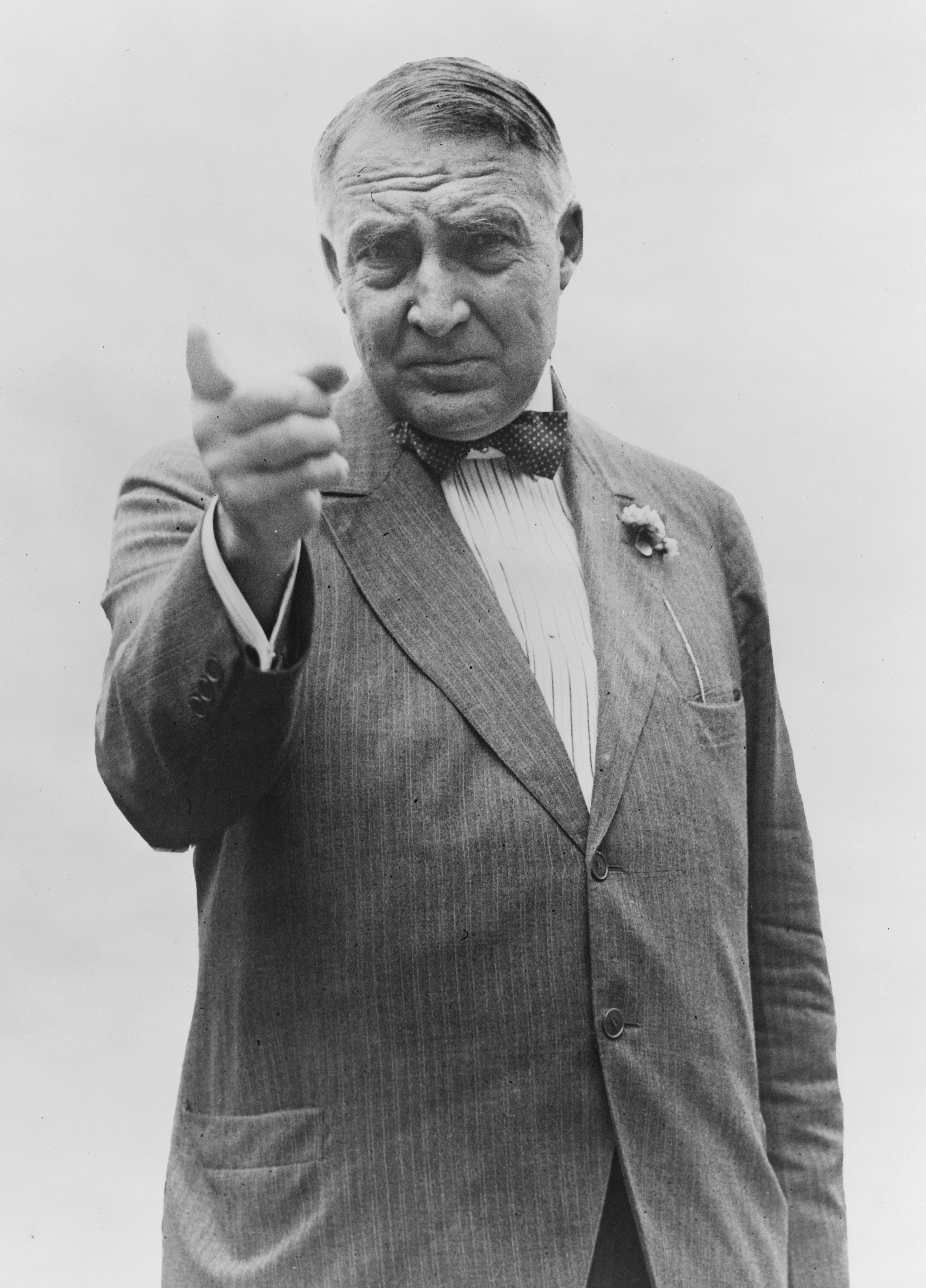
Warren G. Harding, 29. Präsident der Vereinigten Staaten

Warren G. Harding war 881 Tage lang Präsident der Vereinigten Staaten – dies war die kürzeste Amtszeit aller im 20. Jahrhundert gewählten US-Präsidenten. Mit seinem Sieg im Jahr 1920 löste der Republikaner den nicht mehr kandidierenden Demokraten Woodrow Wilson ab. Nach seinem Tod im August 1923 trat sein Vizepräsident Calvin Coolidge die Nachfolge an.
Angesichts der Kürze von Hardings Amtszeit blieben personelle Umbesetzungen innerhalb des Kabinetts die Ausnahme. Lediglich im Innen- und im sogar zweimal neu besetzten Postministerium wurden neue Minister berufen.

## Mehrheit im Kongress

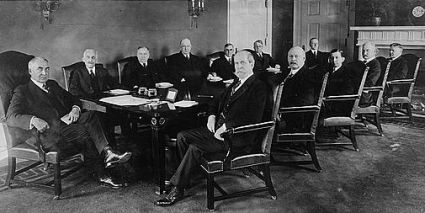
Die erste Sitzung des Kabinetts Harding

| Präsident                         | Präsident             | Kongress | Haus  | Haus    | Senat | Senat | Gesamt | Gesamt             |
| --------------------------------- | --------------------- | -------- | ----- | ------- | ----- | ----- | ------ | ------------------ |
|                                   | Warren G. Harding (R) | 67.      |       | 303/435 |       | 59/96 |        | Unified government |
| 68.                               | Warren G. Harding (R) | 225/435  | 53/96 |         |       |       |        | Unified government |
| Quelle: Repräsentantenhaus, Senat |                       |          |       |         |       |       |        |                    |

## Das Kabinett
| Ressort / Amt                                   | Amtsinhaber             | Partei | Partei           | Zeitraum  | Bild |
| ----------------------------------------------- | ----------------------- | ------ | ---------------- | --------- | ---- |
| Präsident der Vereinigten Staaten               | Warren Gamaliel Harding |        | Republikaner (R) | 1921–1923 |      |
| Vizepräsident der Vereinigten Staaten           | John Calvin Coolidge    |        | R                | 1921–1923 |      |
| Ministerämter                                   |                         |        |                  |           |      |
| Außenminister der Vereinigten Staaten           | Charles Evans Hughes    |        | R                | 1921–1923 |      |
| Finanzminister der Vereinigten Staaten          | Andrew William Mellon   |        | R                | 1921–1923 |      |
| Kriegsminister der Vereinigten Staaten          | John Wingate Weeks      |        | R                | 1921–1923 |      |
| Marineminister der Vereinigten Staaten          | Edwin Denby             |        | R                | 1921–1923 |      |
| Justizminister der Vereinigten Staaten          | Harry Micajah Daugherty |        | R                | 1921–1923 |      |
| Postminister der Vereinigten Staaten            | William Harrison Hays   |        | R                | 1921–1922 |      |
| Postminister der Vereinigten Staaten            | Hubert Work             |        | R                | 1922–1923 |      |
| Postminister der Vereinigten Staaten            | Harry Stewart New       |        | R                | 1923      |      |
| Innenminister der Vereinigten Staaten           | Albert Bacon Fall       |        | R                | 1921–1923 |      |
| Innenminister der Vereinigten Staaten           | Hubert Work             |        | R                | 1923      |      |
| Landwirtschaftsminister der Vereinigten Staaten | Henry Cantwell Wallace  |        | R                | 1921–1923 |      |
| Handelsminister der Vereinigten Staaten         | Herbert Clark Hoover    |        | R                | 1921–1923 |      |
| Arbeitsminister der Vereinigten Staaten         | James John Davis        |        | R                | 1921–1923 |      |
| Andere Mitglieder im Kabinettsrang              |                         |        |                  |           |      |
| Direktor des Office of Management and Budget    | Charles Gates Dawes     |        | R                | 1921–1922 |      |
| Direktor des Office of Management and Budget    | Herbert Mayhew Lord     |        | R                | 1922–1923 |      |

## Besetzung
Zum Außenminister ernannte Präsident Harding Charles Evans Hughes, Präsidentschaftskandidat von 1916 mit einer weiterhin großen Anhängerschaft innerhalb der Partei. Finanzminister wurde der aus Pennsylvania stammende Bankier Andrew W. Mellon. Mellons Ernennung war ein Zugeständnis an den ebenfalls aus Pennsylvania stammenden Senator Boies Penrose, der Harding während des republikanischen Nominierungskonvents unterstützt hatte. Kriegsminister wurde John W. Weeks, der Harding während des Wahlkampfs durch das Sammeln von Spenden unterstützt hatte. Hardings Wahlkampfmanager Harry M. Daugherty bekam das Amt des Attorney General und Will H. Hays, als Vorsitzender des RNC ebenfalls eine zentrale Figur im Präsidentschaftswahlkampf, wurde Postminister, obwohl er selbst lieber Handelsminister geworden wäre. Diese Position bekam stattdessen der überparteilich beliebte Herbert Hoover, Bergbauunternehmer und ehemaliger Direktor des Lebensmittelamtes während des Ersten Weltkriegs. Innenminister wurde Albert B. Fall, der im Senat eng mit Harding befreundet war. Mit Henry Wallace ernannte der Präsident einen Vertreter der frühen Umweltschutzbewegung (conservation movement) zum Landwirtschaftsminister. Arbeitsminister wurde James J. Davis und Marineminister Edwin Denby. Hays trat bereits nach nur einem Amtsjahr am 4. März 1922 zurück, um Präsident der Motion Picture Producers and Distributors Association of America zu werden, und wurde durch seinen bisherigen Stellvertreter Hubert Work ersetzt. Fall trat am 4. März 1923 zurück. An seiner Stelle wechselte Hubert Work in das Innenministerium und wurde als Postminister durch Harry S. New ersetzt. Fall sollte später als erstes Kabinettsmitglied eine Haftstrafe wegen im Amt begangener Straftaten absitzen. Er hatte die als Ölreserve der Marine ausgewiesenen Ölfelder gegen Korruptionszahlungen an Ölunternehmen verpachtet (Teapot-Dome-Skandal). In den Skandal waren auch Postminister Hays und Marineminister Denby verwickelt. Attorney General Daugherty löste durch seinen Versuch, die Aufklärung dieser Skandale zu vertuschen, den Daugherty-Burns-Skandal aus. Nach dem plötzlichen Tod Hardings am 2. August wurden sämtliche Minister in das Kabinett seines Nachfolgers Coolidge übernommen.